# Lavinia Spencer
Lavinia Spencer, comtesse Spencer, née en 1762 à Castlebar et morte en 1831 à Londres, est une peintre, graveuse et illustratrice britannique.

## Biographie
Née en 1762, Lady Lavinia Bingham est la fille aînée de Charles Bingham, 1er comte de Lucan et de son épouse, la miniaturiste Margaret Smyth,. Elle a trois sœurs et un frère, Richard Bingham, 2e comte de Lucan.

## Mariage

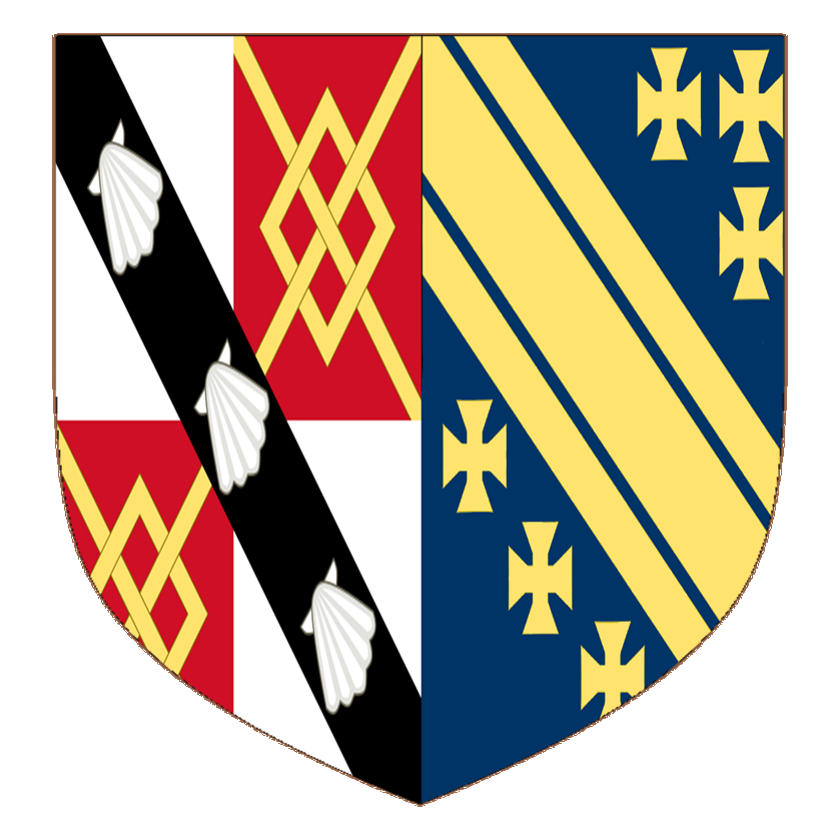
Armoiries du couple : Spencer empale Bingham.

Malgré l'absence de dot, George Spencer, vicomte Althorp souhaite se marier à Lavinia. Ses parents, Lord et Lady Spencer, autorisent le mariage, estimant que Lavinia est jolie, intelligente et moralement acceptable. Le jeune couple se marie le 6 mars 1782 et a neuf enfants :
- John Charles Spencer, 3e comte Spencer (1782 - 1845)
- Lady Sarah Spencer (1787 - 1870), épouse William Lyttelton, 3e baron Lyttelton, et a des descendants. Elle est gouvernante des enfants de la reine Victoria[1].
- Hon. Richard Spencer (1789 - 1791), mort en bas âge.
- Capitaine Hon. Sir Robert Cavendish Spencer (1791 - 1830), mort célibataire en mer.
- Lady Harriet Spencer (née et morte en 1793 en bas âge).
- Lady Georgiana Charlotte Spencer (1794 - 1823), épouse Lord George Quin, fils de Thomas Taylour, 1er marquis de Headfort, et a des descendants.
- Le futur vice-amiral Frederick Spencer, 4e comte Spencer (1798 - 1857)
- Le révérend George Spencer, plus tard connu sous le nom de père Ignatius Spencer (1799 - 1864), mort célibataire.

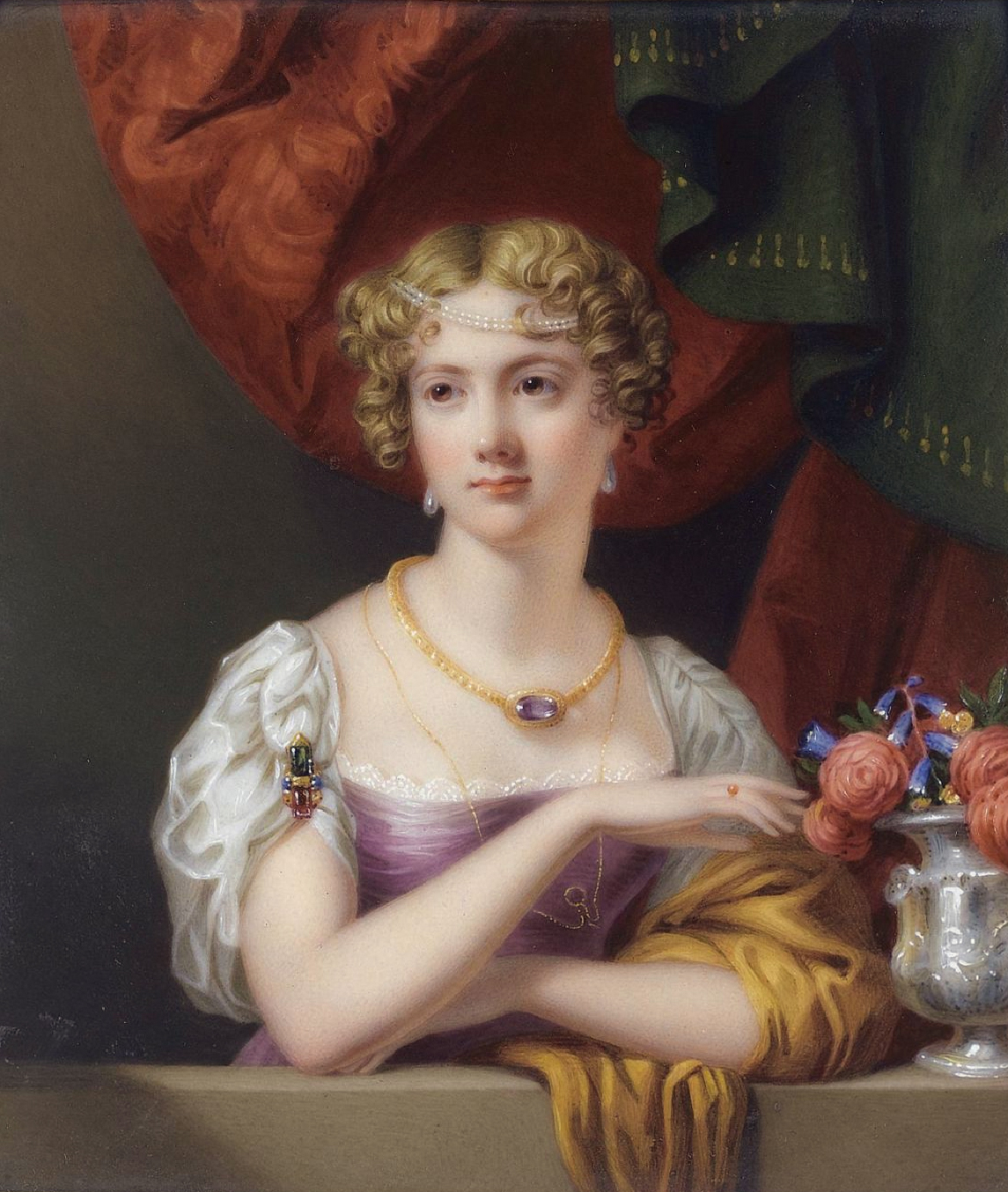
Georgiana Charlotte, peinte par Henry Pierce Bone.

En tant qu'homme politique, son mari succède à son père en tant que deuxième comte Spencer en 1783. Le couple réside à Althorp et à la Spencer House, à Londres. Ils côtoient les dirigeants politiques et intellectuels les plus éminents de l’époque. En tant que mondaine, elle essaye de rassembler des femmes pour ériger une statue d'Achille nu en hommage au duc de Wellington, mais cela ne fonctionne pas. 
Son portrait est peint plusieurs fois par Joshua Reynolds. 
L'historien Malcolm Lester la décrit comme « une femme forte d'esprit et volontaire, d'une grande érudition et d'un grand charme [qui] était peut-être l'hôtesse prééminente de la société londonienne ». La biographe Amanda Foreman détaille cependant des traits moins attrayants, la décrivant comme « maussade, vindicative, hypocrite » et « névrotiquement jalouse » de ses belles-sœurs, la duchesse de Devonshire et la comtesse de Bessborough et « une menteuse calme qui soutenait un vernis de politesse envers sa belle-famille tout en en abusant librement dans une conversation ailleurs ».
Elle semble s'être réconciliée avec sa belle-sœur Georgiana dans les dernières années de la vie, car elles organisent un bal politique, réunissant leurs intérêts communs.

## Œuvres
Son dessin A Pinch of Snuff est inclus dans le livre de 1905 Women Painters of the World. Elle est connue pour les gravures réalisées d'après ses dessins par le graveur Mariano Bovi.

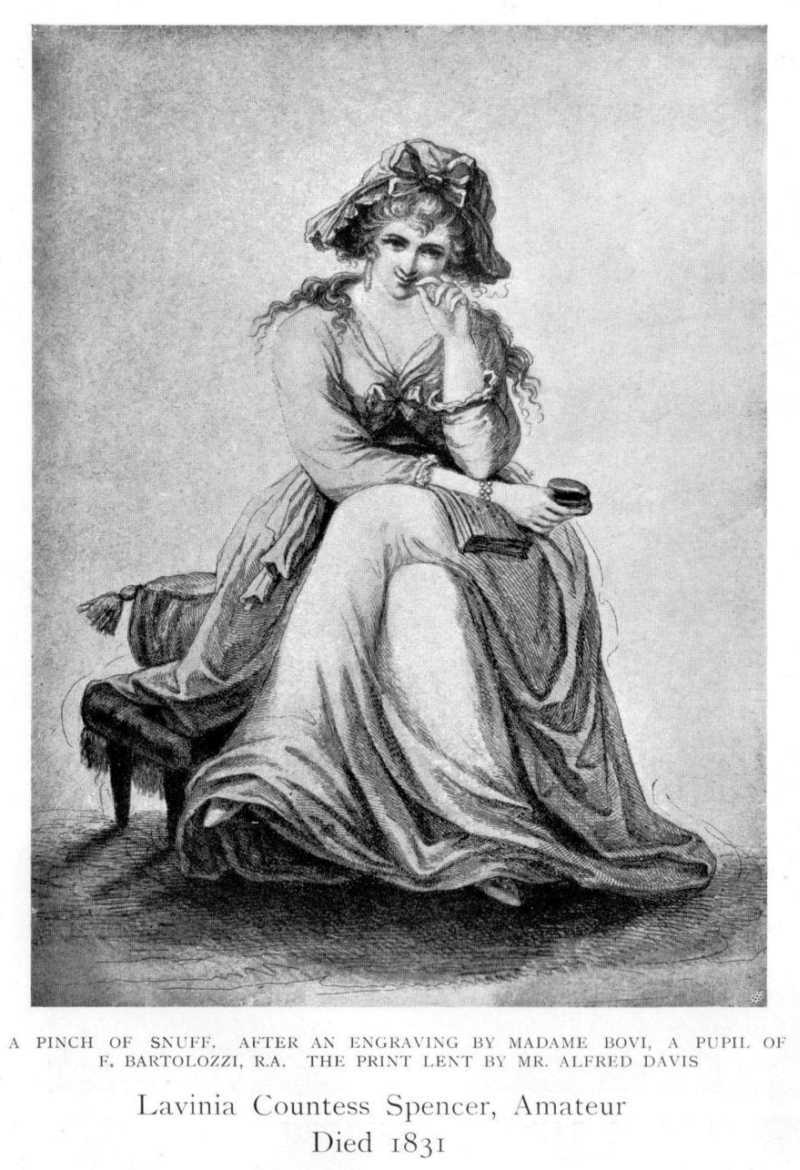
Une pincée de tabac
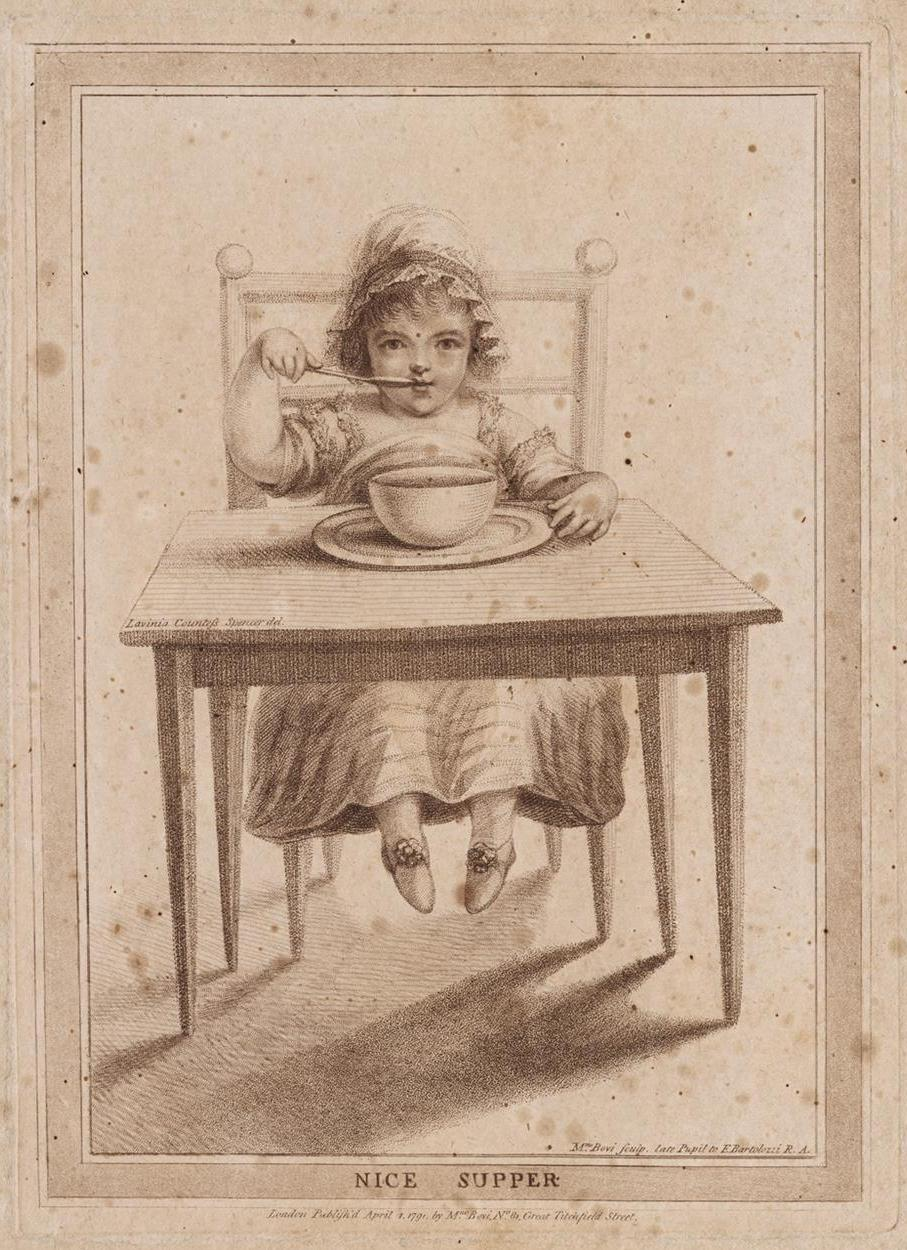
Bon souper, gravé par Bovi